# Верхнетагильский чугуноплавильный и железоделательный завод
Верхнетаги́льский чугуноплави́льный и железоде́лательный заво́д — металлургический завод, основанный Никитой Демидовым и действовавщий в 1720—1917 годах на территории современного города Верхнего Тагила Свердловской области.

## Географическое положение
Завод был расположен в верховьях реки Тагил, впадающей в реку Туру, приток реки Тобол, на пожалованной Петром I земле.

## История создания
На основании разрешения Берг-коллегии в 1716 году Никита Демидов начал строительство завода в мае 1718 года. Завод был окружён деревянной крепостной стеной. В январе 1720 года завод был запущен. Завод являлся вспомогательным для Невьянского завода.
В 1776 году в устье Вогулки при впадении её в Верхнетагильский пруд, в двух верстах от Верхнетагильского завода был построен вспомогательный прокатный Вогульский завод.
В 1910 году кричное производство было прекращено, также в 1910 году была остановлена доменная печь. В период Первой мировой войны доменное производство было возобновлено, но в 1917 году завод был закрыт и после Гражданской войны работы не возобновил. Заводское оборудование было перемещено на Верх-Исетский завод, Невьянский завод и Калатинский завод.

## Оборудование завода
В 1720 году на заводе имелись 2 домны, одна из которых была запасной, 4 молота, якорная фабрика и цех сверления и обточки пушек. Земляная плотина была в длину 162,1 метра, шириной у основания 42,7 метра, по верху 32 метра и высотой 8,5 метра, а пруд был длиной в 3 версты. В 1770 году плотина уже была длиной 192 метра, шириной 36,3/57,6 метра, высотой 4,26-8,5 метра. Домна высотой 7,8 метра. В 1797 году доменная фабрика с одной доменной печью и четырьмя молотовыми фабриками с 18 кричными горнами и 9 молотами.
В 1807 году, по данным берг-инспектора П. Е. Томилова, каменная доменной фабрика состояла из одной доменной печи с цилиндрическими чугунными мехами, а также имелись две каменные кричные фабрики с 13 горнами и 14 молотами, также на заводе имелся дощатый стан и 17 водяных колёс (14 боевых и 3 меховых). В 1827 году домна имела высоту 10,5 метра и 3,1 метра ширины. В конце 1850-х годов были поставлены 4 паровые машины мощностью в 36 л. с., в 1860 году оставалось 19 водяных колёс. В 1890-х годах введено печное углежжение. В 1887 году доменная печь достигла 17,4 метра. В 1900 году действовали только 2 водяных колеса мощностью 40 л. с., 3 водяных турбины в 265 л. с., 3 паровых машины в 160 л. с., а также имелись 9 кричных горна, 4 паровых молота, 5 прокатных станов.

## Сырьё
Сырьём являлся магнитный железняк (60—67 % железа) с Высокогорского рудника в 75 верстах и бурый железняк с Староборского рудника в 20 верстах. А уголь производился в куренях на расстоянии 2—13 верстах. В 1827 году среднее содержание в руде железа снизилось до 58 %.
В 1827 году угар чугуна при переделе его в железо составлял 33 % (в 1806 году тоже 33 %), на выплавку 1 пуда чугуна употреблялось 1 пуд 9 фунтов угля (в 1806 году — 2 пуда), на выковку 1 пуд железа — 4,65 пудов угля (в 1806 году — до 5 пуда).

## Численность завода
В 1757 году численность завода составила 436 крепостных и 429 приписных крестьян. В 1797 году стало 966 собственных и 50 казённых, приписных крестьян не было. В 1807 году уже было 882 человека (447 крепостных и 375 вечноотданных). В 1860 году численность сократилось до 778 человек. В 1888 году численность составляла более чем 900 человек.

## Собственник завода
Собственниками завода в разные годы были:
- Никита Демидов (1718—1725);
- Демидов, Акинфий Никитич (1725—1745);
- Демидов, Никита Никитич (1745—1758);
- Демидов, Прокофий Акинфиевич (1758—1769);
- Яковлев, Савва Яковлевич (январь 1769—1784);
- Яковлев, Иван Саввич (1787 —);
- графиня Стенбок-Фермор;
- Акционерное общество Верх-Исетских горных и механических заводов (1910—1917).

## Продукция
| Год  | Выпуск чугуна, в тыс. пудов | Выпуск железа, в тыс. пудов |
| ---- | --------------------------- | --------------------------- |
| 1723 | 28,0                        |                             |
| 1724 | 84,4                        |                             |
| 1725 | 96,1                        |                             |
| 1726 | 26,4                        |                             |
| 1729 | 84,6                        |                             |
| 1730 | 39,7                        |                             |
| 1731 | 78,6                        |                             |
| 1734 | 93,4                        | 38                          |
| 1740 | 67,2                        |                             |
| 1747 | 97,7                        | 28,9                        |
| 1760 | 140,4                       | 35,4                        |
| 1780 | 114,0                       | 41,5                        |
| 1800 | 163,4                       | 57,3                        |
| 1807 | 101,8                       | 79,3                        |
| 1822 | 114,4                       | 74,4                        |
| 1837 | 236,5                       | 40,3                        |
| 1851 |                             | 38,0                        |
| 1859 | 41,8                        | 69,4                        |
| 1860 | 177,5                       | 57,9                        |
| 1861 | 97,7                        | 8,6                         |
| 1863 | 155,7                       | 64,8                        |
| 1870 | 150,5                       |                             |
| 1880 | 196,1                       |                             |
| 1885 | 209,3                       | 111,1                       |
| 1886 | 181                         | 0,935                       |
| 1887 | 94,67                       | 11,3                        |
| 1888 | 91,63                       | 0,971                       |
| 1890 | 420,1                       | 144,8                       |
| 1895 | 247,4                       | 123,2                       |
| 1900 | 634,3                       | 146,3                       |
| 1901 | 368,2                       | 143,9                       |
| 1902 | 522,7                       | 139,9                       |
| 1903 | 0,3                         | 95,6                        |
| 1904 | 424,7                       | 87,1                        |
| 1905 | 144,7                       | 53,3                        |
| 1906 | 355,1                       | 61,2                        |
| 1907 | 268,0                       | 84,7                        |
| 1915 | 446,8                       |                             |
| 1916 | 194,7                       |                             |
| 1917 | 92,2                        |                             |